# Nationalpark Laguna San Rafael
Der Nationalpark Laguna San Rafael (spanisch Parque Nacional Laguna San Rafael) liegt in Chile in der Región de Aisén. Er ist Biosphärenreservat der UNESCO.

## Geographie
Der Nationalpark liegt 120 km südlich von Puerto Chacabuco und hat eine Fläche von 17.420 km², der höchste Berg ist der Monte San Valentín mit einer Höhe von 4058 Metern. Ein Großteil des Nationalparks liegt auf der Halbinsel Taitao. Auf dem chilenischen Festland liegen die riesigen vergletscherten Gebiete des nördlichen patagonischen Eisfeldes (Campo de Hielo Norte).

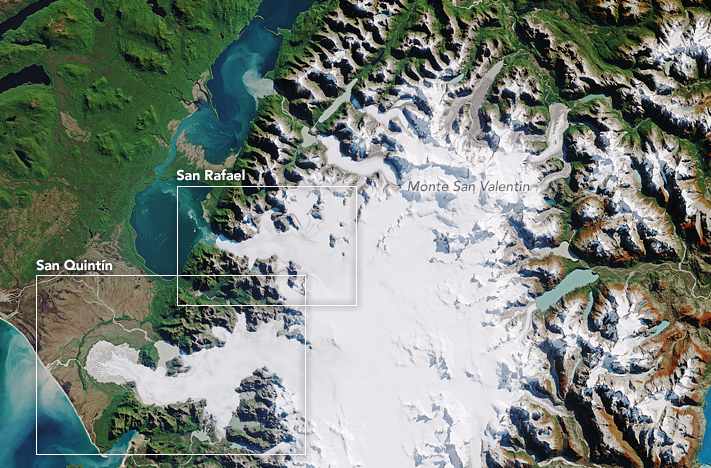
Satellitenbild der Laguna San Rafael mit Gletscher und Monte San Valentin

Die Anreise erfolgt meist über Coyhaique per Flugzeug und dann nach Puerto Aysén. Danach geht es per Fähre über Puerto Chacabuco zum San Rafael-Gletscher. Hauptziel der Touristen ist der Gletscher etwa 50 km westlich vom Berg San Valentín. Hier mündet der riesige Gletscher in die Laguna San Rafael. Er ist Teil des nördlichen Eisfeldes (Campo de Hielo Norte). Es handelt sich um den äquatornächsten Gletscher, der in ein Gewässer mündet. Der Gletscher ist 45 km lang und 2,5 km breit. Die Gletscherwände können über 70 m hoch werden. Mit dem Boot werden Touristen in die Nähe gebracht. Es ist allerdings gefährlich, zu dicht an den Gletscher zu fahren, da die abbrechenden Eismassen große Flutwellen auslösen können. Der Gletscher zählt zu den am schnellsten fließenden Eisströmen der Erde. Ende des 19. Jahrhunderts war der San Rafael-Gletscher noch ein Piedmontgletscher, das Eis des Gletschers breitet sich weit in die Laguna San Rafael aus. Seitdem hat er etwa 11,5 % seiner Fläche verloren, die Gletscherzunge reicht nicht mehr in die Laguna hinein.
Im Jahr 1960 sank der Boden in der Gegend infolge des Erdbebens von Valdivia. Seitdem ist die Laguna San Rafael über den Río Témpanos (dt. „Eisberg-Fluss“) mit dem Pazifik verbunden.
Die Gegend ist sehr regenreich mit einer Niederschlagsmenge von bis zu 5000 Millimeter pro Jahr, und mit einer mittleren Temperatur von 5 °C recht kalt.

## Flora
Aufgrund des Klimas wachsen nur wenige Baumarten im riesigen Park. Die wichtigsten Baumarten sind Magellan- und Coihue-Südbuche, Chilenische Steineibe, Glänzende Südbuche, Bäume der Familien Winteraceae und Atherospermataceae, Chilenische Flusszeder, Lenga-Südbuche und Zypresse. Vorkommende Sträucher sind Desfontainia spinosa, Buchsblättrige Berberitze, Scharlach-Fuchsie und verschiedene Heidekrautgewächse.

## Fauna

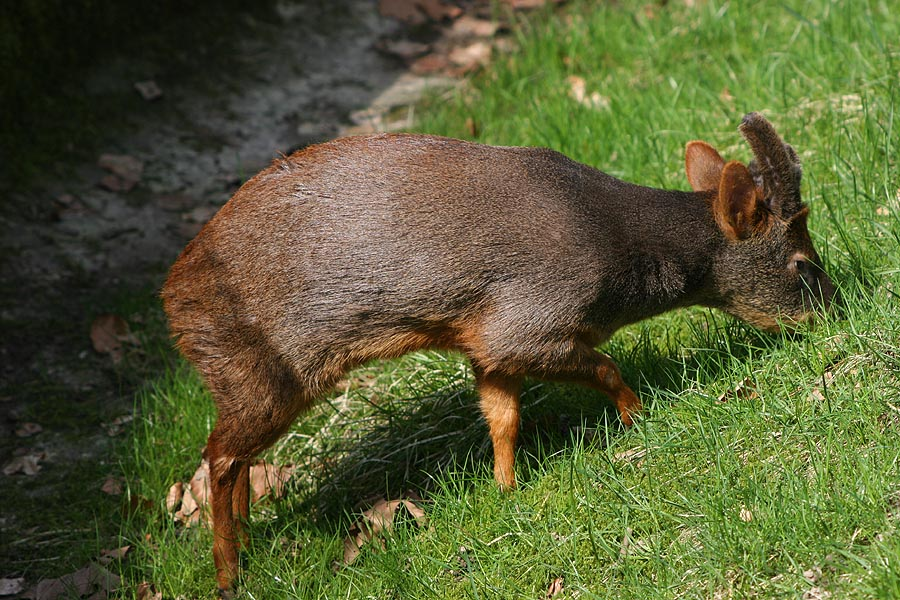
Südlicher Pudu (Pudu puda)

Hier leben hauptsächlich Seevögel und enorme Fischbestände, größere Säugetiere sind aufgrund der Temperaturen selten anzutreffen. Vorkommende Vögel sind Schwarzhalsschwäne, Möwen der Gattung Larus, Kondore, Kormorane, Rotkehltapaculos und Schwarzkehl-Bürzelstelzer. Unter den Säugetieren kommen Pudus vor, sie sind die kleinsten Hirsche der Welt. Daneben leben Chilenische Waldkatzen, Küstenotter, Andenhirsche und Andenschakale im Nationalpark.

## Geschichte
Der Laguna San Rafael Nationalpark wurde 1959 eingerichtet und untersteht der chilenischen Forstbehörde CONAF. Die UNESCO erklärte den Nationalpark 1979 zum Biosphärenreservat.